# Aracana ornata
Espèce
Aracana ornata est une espèce de petits poissons originaire des eaux australiennes de la famille des Aracanidae
Longs de moins de 15 cm, ce sont des poissons courts, à bouche terminale, à narines tubuleuses, porteurs de grandes arcades sourcilières épineuses et d'une bosse frontale
Le mâle porte des taches tandis que la femelle est uniquement rayée.

## Galerie

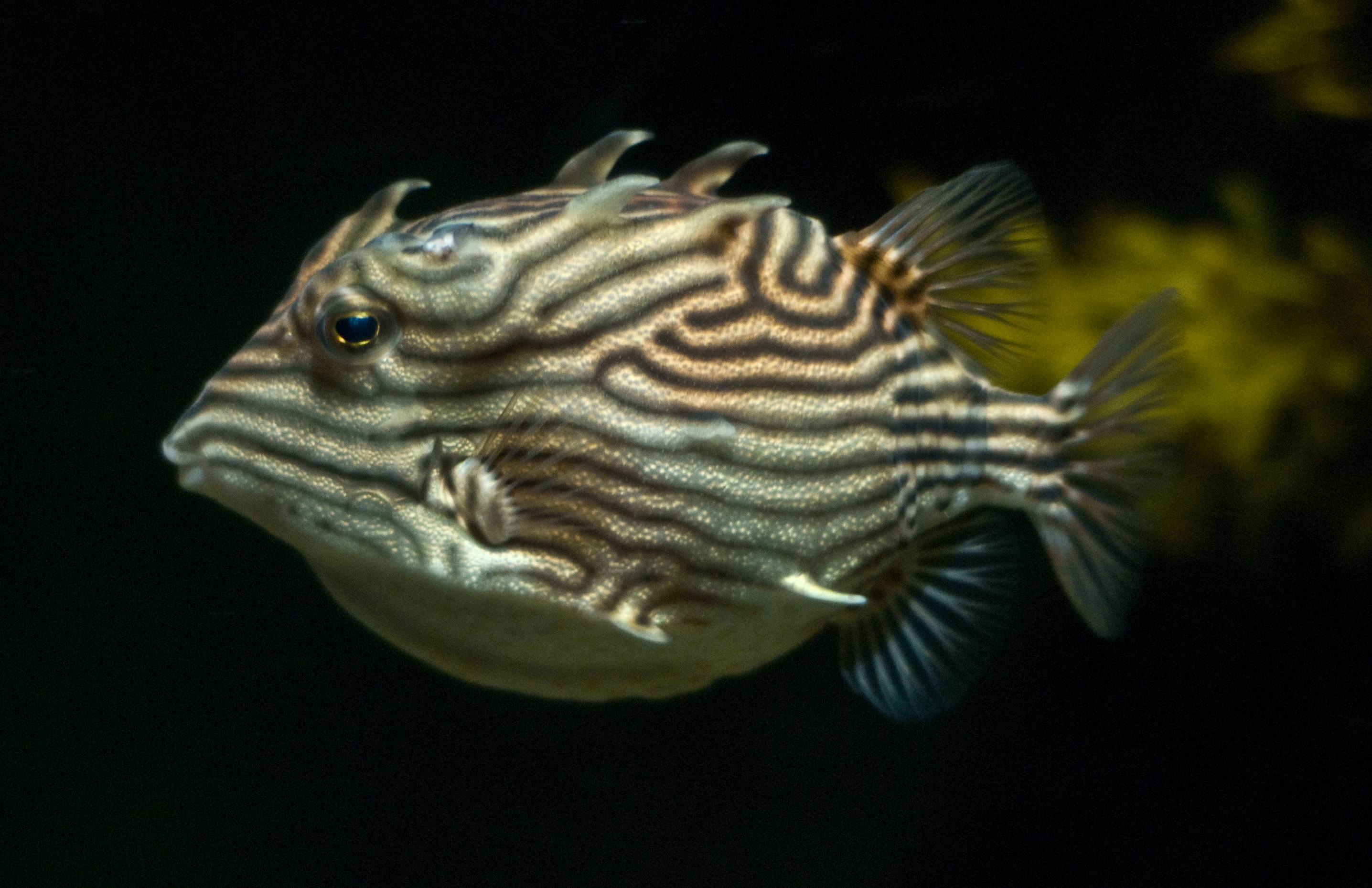
Femelle